# La Bruère-sur-Loir
La Bruère-sur-Loir är en kommun i departementet Sarthe i regionen Pays de la Loire i nordvästra Frankrike. Kommunen ligger i kantonen Le Lude som tillhör arrondissementet La Flèche. År 2022 hade La Bruère-sur-Loir 250 invånare.

## Befolkningsutveckling
Antalet invånare i kommunen La Bruère-sur-Loir
| Referens: INSEE |